# Кужерка
Кужерка — река в России, протекает по Моркинскому району Республики Марий Эл. Устье реки находится в 98 км от устья Илети по правому берегу. Длина реки составляет 16 км, площадь водосборного бассейна — 107 км².
Исток реки находится в лесах к северо-востоку от села Кульбаш и в 15 км к юго-западу от посёлка Морки. Река течёт на юг, единственный населённый пункт на реке — посёлок Красный Стекловар, ниже которого река впадает в Илеть.

## Данные водного реестра
По данным государственного водного реестра России относится к Верхневолжскому бассейновому округу, водохозяйственный участок реки — Волга от Чебоксарского гидроузла до города Казань, без рек Свияга и Цивиль, речной подбассейн реки — Волга от впадения Оки до Куйбышевского водохранилища (без бассейна Суры). Речной бассейн реки — (Верхняя) Волга до Куйбышевского водохранилища (без бассейна Оки).
Код объекта в государственном водном реестре — 08010400712112100001746.